# سعید بن طحنون آل نهیان
سعید بن طحنون آل نهیان (به عربی: سعيد بن طحنون آل نهيان) ششمین شیخ ابوظبی است. او جانشین خلیفه بن شخبوط بن ذیاب آل نهیان شد و از سال ۱۸۴۵ تا سال ۱۸۵۵ حکمرانی کرد